# Ochropleura herculea
Ochropleura herculea är en fjärilsart som beskrevs av Corti och Max Wilhelm Karl Draudt 1933. Ochropleura herculea ingår i släktet Ochropleura och familjen nattflyn. Inga underarter finns listade i Catalogue of Life.